# Saint-Sébastien-sur-Loire
Saint-Sébastien-sur-Loire is een gemeente in het Franse departement Loire-Atlantique (regio Pays de la Loire). De gemeente telde 28.373 inwoners op 1 januari 2022. De plaats maakt deel uit van het arrondissement Nantes en van het gemeentelijk samenwerkingsverband Nantes Métropole.

## Geografie
De oppervlakte van Saint-Sébastien-sur-Loire bedroeg op 1 januari 2022 11,66 vierkante kilometer; de bevolkingsdichtheid was toen 2.433,4 inwoners per km².
De gemeente ligt op de linkeroever van de Loire en omvat ook enkele riviereilanden in de Loire, waaronder Île Forget en Île Pinette.
De onderstaande kaart toont de ligging van Saint-Sébastien-sur-Loire met de belangrijkste infrastructuur en aangrenzende gemeenten.

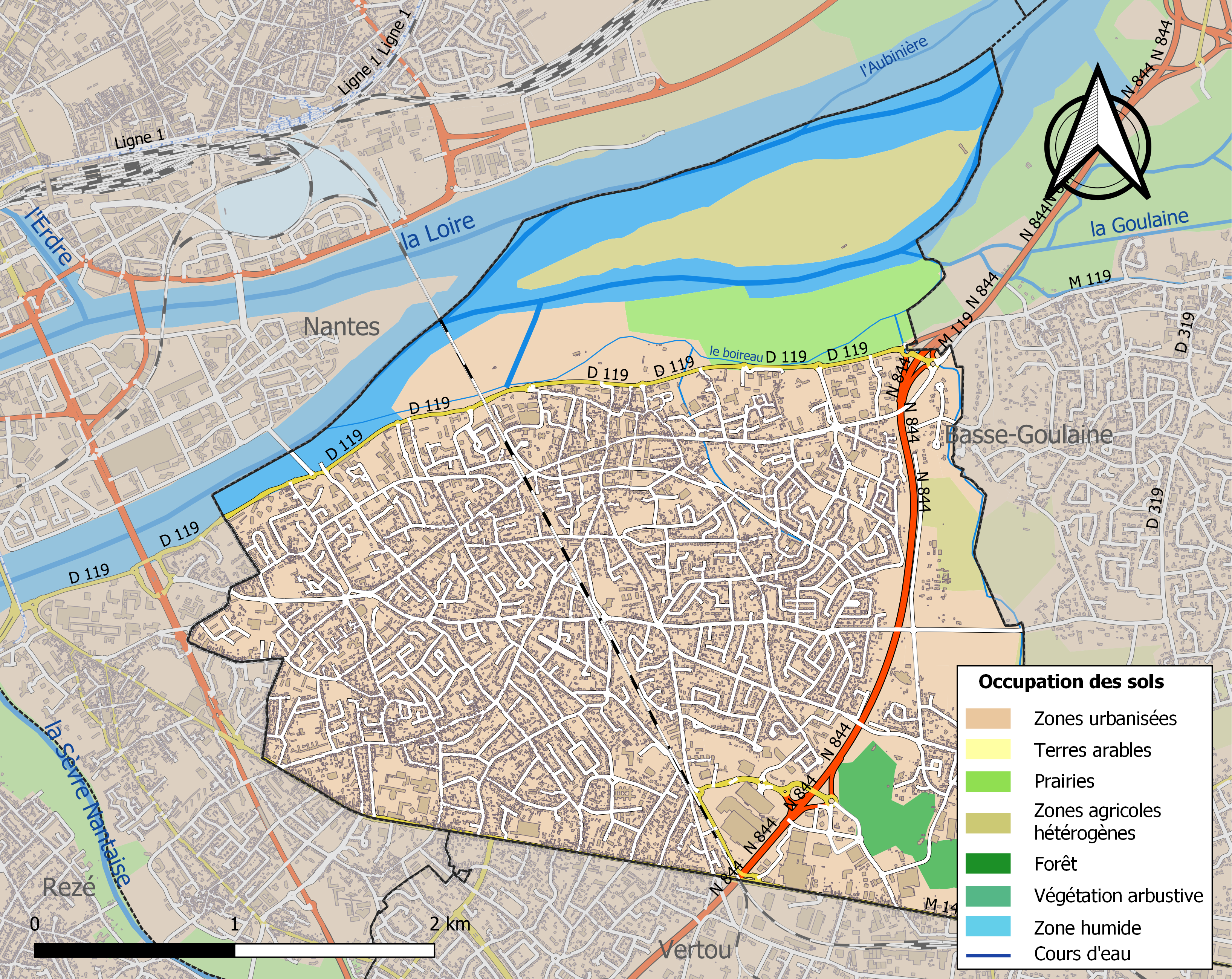

## Verkeer en vervoer
In de gemeente liggen de spoorwegstations Saint-Sébastien-Frêne-Rond en Saint-Sébastien-Pas-Enchantés.

## Demografie
Onderstaande figuur toont het verloop van het inwonertal (bron: INSEE-tellingen).

## Geschiedenis
De plaats Aigne werd al genoemd in de 12e eeuw. Vanaf de 15e eeuw kwam de naam Saint-Sébastien-d'Aigne in zwang naar de parochiekerk, gewijd aan de heilige Sebastiaan. In 1919 wijzigde de gemeente haar naam in Saint-Sébastien-sur-Loire.
Vanaf de 17e eeuw bouwden rijke burgers uit Nantes hier landhuizen. In de 19e eeuw ontwikkelde de gemeente zich als voorstad van Nantes, onder andere door de komst van de spoorweg. De gemeente bleef landelijk. Tot de epidemie van de druifluis eind 19e eeuw domineerde de wijnbouw, daarna de groententeelt. Vanaf de jaren 1960 verstedelijkte de gemeente.

## Geboren
- Alexandre Feraga (1979), schrijver
- Jérôme Cousin (1989), wielrenner
- Estelle Nze Minko (1991), handbalster

## Afbeeldingen

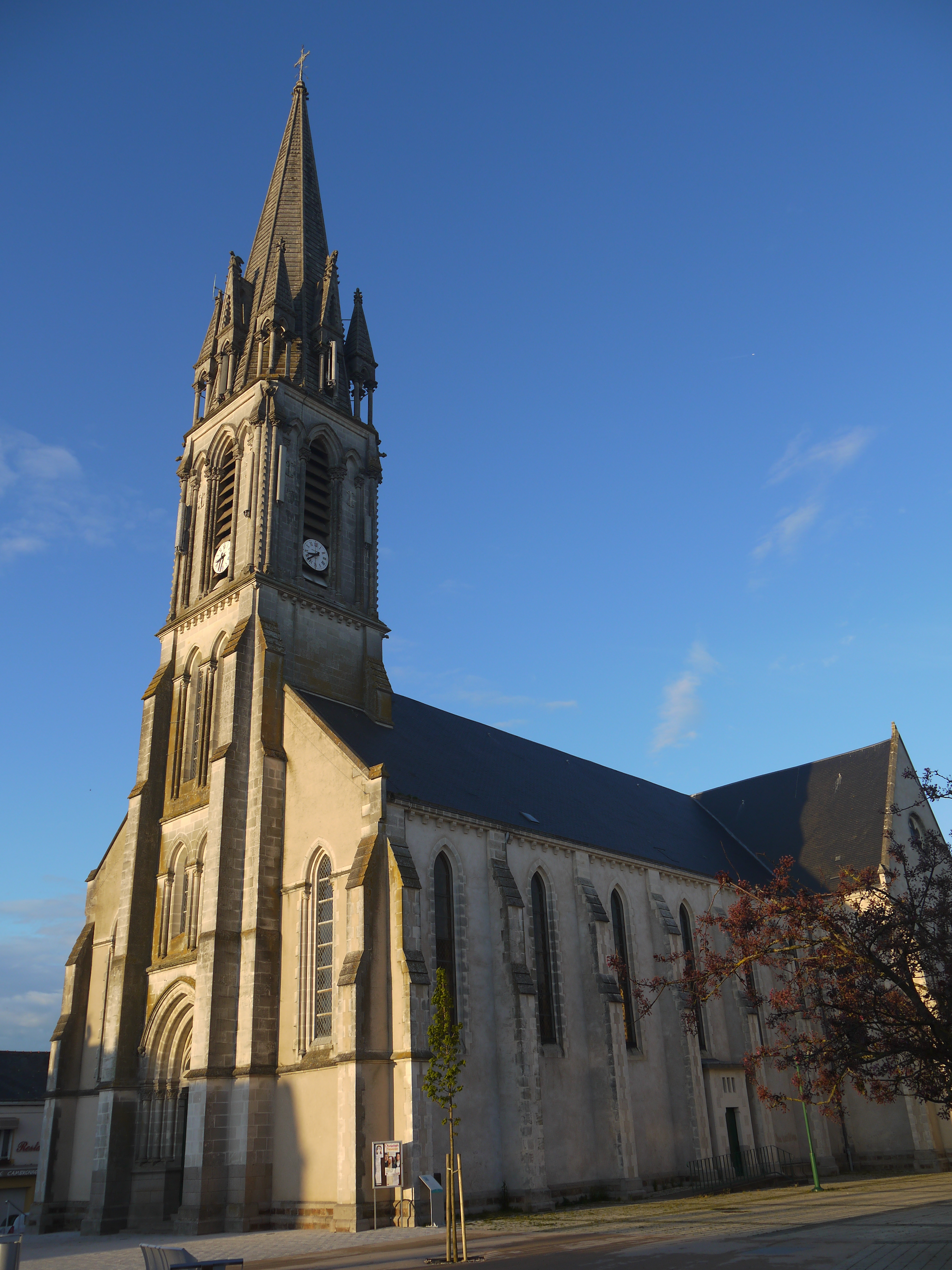
De 19e-eeuwse kerk Saint-Sébastien
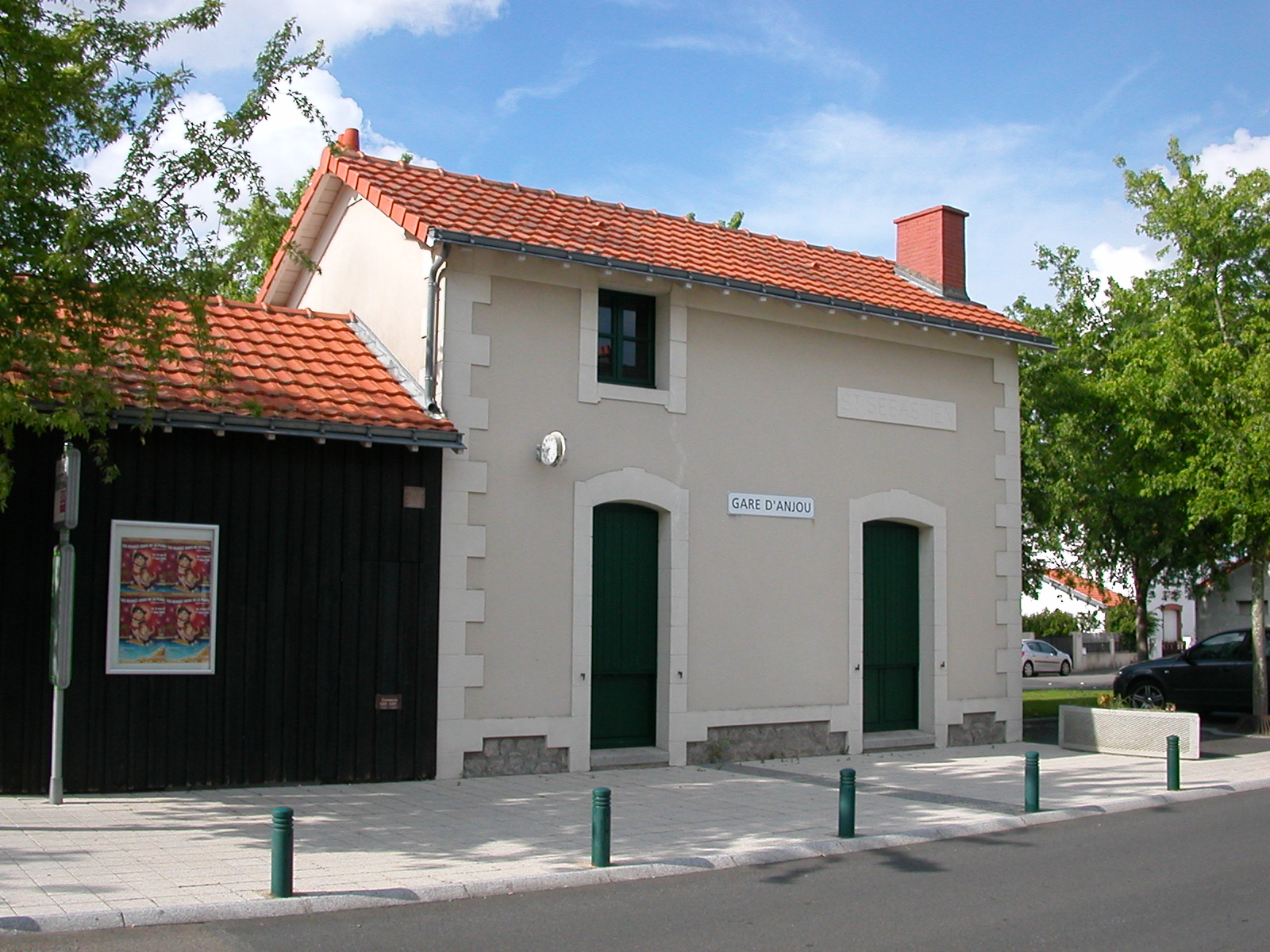
Station Anjou, Saint-Sébastien-sur-Loire
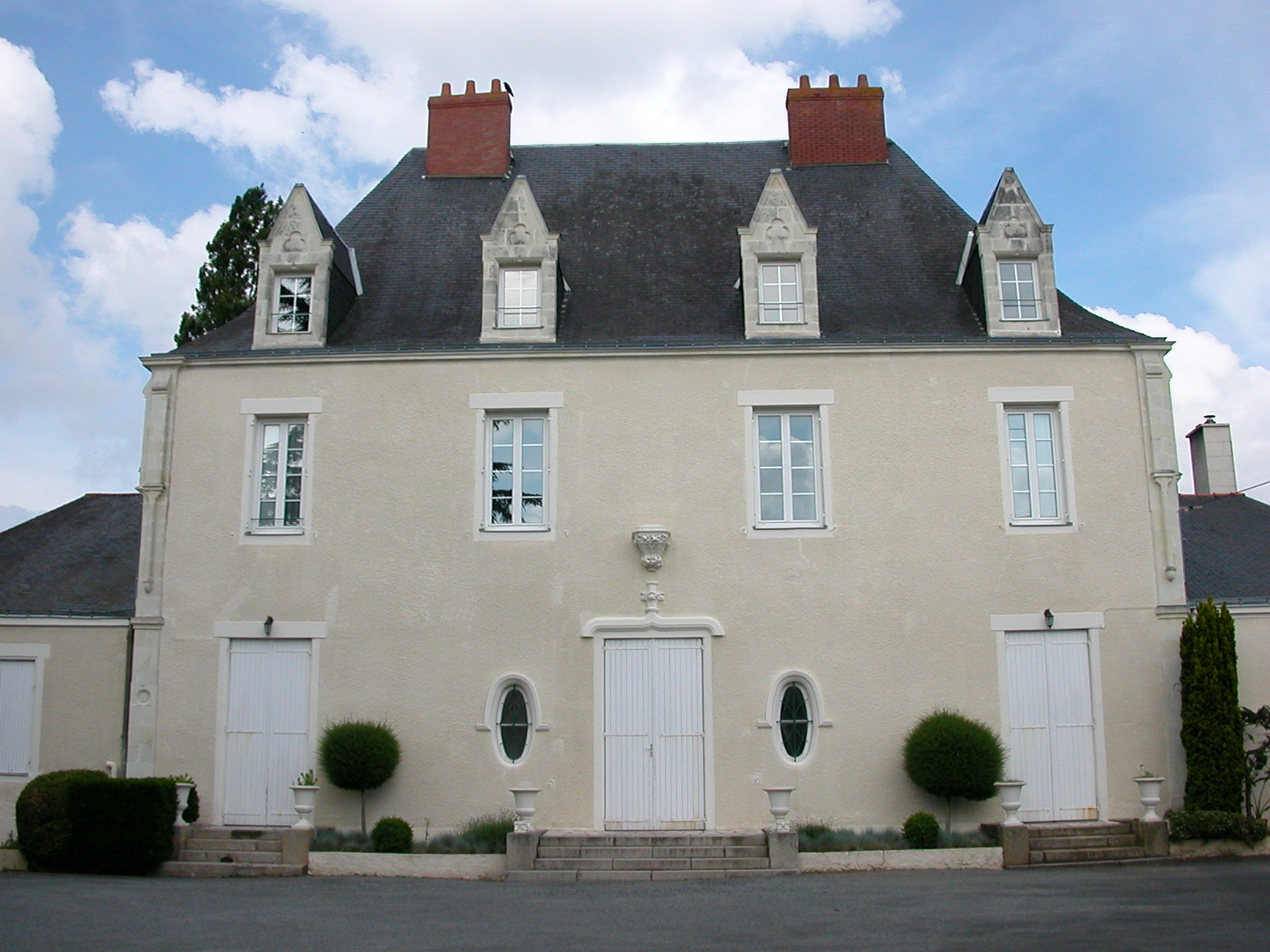
Jaunaie